# 金正浩
金正浩（韓語：김정호，約1804年—1866年），字伯元、百源、伯溫，號古山子，李氏朝鮮的地理學家、地圖學家。出生於黃海道兎山，本貫清道金氏。自幼聰穎好學，對地理學、地圖學有著濃厚興趣，並對此方面有研究。主攻方向是朝鮮半島的地圖。
在條件落後的情況下，金正浩採用舊式的測量工具，主要以實測的方法，用十餘年的時間走遍各地，於1834年繪製了《青邱圖（或稱青邱線表圖）》，但尚不夠精確。他又花了近30年時間，於1861年12月完成了22個圖冊構成的《大東輿地圖》，在當時的地圖測繪領域屬先進水平。關於金氏繪製大東輿地圖的故事在2016年被導演康佑碩拍作電影《古山子：大東輿地圖》。

## 生平
金正浩出身於黃海道兎山的平民家庭，雖然家境貧窮，但是從他所掌握的製圖學知識來看，韓國學界推測他為殘班（沒落的兩班）或中人背景。金正浩在日後遷入漢陽，並被認為居住在南大門萬里峙一帶。
根據實學家崔漢綺為金正浩之《青邱圖》所撰題文的記載，金正浩是在冠禮之後開始對製作地圖產生熱切的興趣。
金正浩在1861年為《大東地誌》補遺時因肺部疾病而死在南大門孔德里的私邸裡。不過有一种说法提到金正浩因為被兴宣大院君認定為洩露國土機密而被处死。

## 著作
- 東輿圖志（又稱「大東輿地通考」）、青邱圖，1834年
- 輿圖備志，1856年
- 東輿圖，1856年
- 大東輿地圖，1861年
- 大東地誌和地球前後圖在金正浩死後出版。

## 外部連結
- 金正浩与《大东舆地图》 （页面存档备份，存于）